# Прімера (хокей)
Прімера (ісп. Superliga Española de Hockey Hielo) — щорічні хокейні змагання в Іспанії, які проводяться з 1973 року під егідою Іспанської федерації зимових видів спорту.

## Історія
Перший чемпіонат Іспанії стартував у 1972 році. У першому сезоні брали участь «Реал Сосьєдад», «Хака», «Барселона», «Пучсарда» та ХК «Мадрид».
Найчастіше в чемпіонаті беруть участь лише шість клубів але були часи в 70-80-ті роки, коли в чемпіонаті брали участь вісім або дев'ять клубів.

## Формат
Чемпіонат складається з двох етапів: регулярного сезону та плей-оф.

## Чемпіони
- 1973: «Реал Сосьєдад»
- 1974: «Реал Сосьєдад»
- 1975: «Реал Сосьєдад»
- 1976: «Чурі Урдін»
- 1977: «Каско В'єхо» Більбао
- 1978: «Каско В'єхо» Більбао
- 1979: «Каско В'єхо» Більбао
- 1980: «Чурі Урдін»
- 1981: «Каско В'єхо» Більбао
- 1982: «Каско В'єхо» Більбао
- 1983: «Каско В'єхо» Більбао
- 1984: «Хака»
- 1985: «Чурі Урдін»
- 1986: «Пучсарда»
- 1987: «Барселона» (1)
- 1988: «Барселона» (2)
- 1989: «Пучсарда»
- 1990: «Чурі Урдін»
- 1991: «Хака»
- 1992: «Чурі Урдін»
- 1993: «Чурі Урдін»
- 1994: «Хака»
- 1995: «Чурі Урдін»
- 1996: «Хака»
- 1997: «Барселона»
- 1998: ХК «Махадаонда»
- 1999: «Чурі Урдін»
- 2000: «Чурі Урдін»
- 2001: «Хака»
- 2002: «Барселона»
- 2003: «Хака»
- 2004: «Хака»
- 2005: «Хака»
- 2006: «Пучсарда»
- 2007: «Пучсарда»
- 2008: «Пучсарда»
- 2009: «Барселона»
- 2010: «Хака»
- 2011: «Хака»
- 2012: «Хака»
- 2013: ХК «Віторія-Гастейс»
- 2014: ХК «Віторія-Гастейс»
- 2015: «Хака»
- 2016: «Хака»
- 2017: «Чурі Урдін»
- 2018: «Чурі Урдін»
- 2019: «Чурі Урдін»
- 2020: «Пучсарда»
- 2021: «Барселона»
- 2022: «Барселона»
- 2023: «Хака»
- 2024: «Хака»
- 2025: «Пучсарда»

(1) U-20 
(2) U-21

## Клуби та титули
| Клуб                  | Титули | Сезони                                                                                   |
| --------------------- | ------ | ---------------------------------------------------------------------------------------- |
| «Хака»                | 15     | 1984, 1991, 1994, 1996, 2001, 2003, 2004, 2005, 2010, 2011, 2012, 2015, 2016, 2023, 2024 |
| «Чурі Урдін»          | 12     | 1976, 1980, 1985, 1990, 1992, 1993, 1995, 1999, 2000, 2017, 2018, 2019                   |
| «Пучсарда»            | 7      | 1986, 1989, 2006, 2007, 2008, 2020, 2025                                                 |
| «Барселона»           | 7      | 1987, 1988, 1997, 2002, 2009, 2021, 2022                                                 |
| «Каско В'єхо» Більбао | 6      | 1977, 1978, 1979, 1981, 1982, 1983                                                       |
| «Реал Сосьєдад»       | 3      | 1973, 1974, 1975                                                                         |
| «Віторія-Гастейс»     | 2      | 2013, 2014                                                                               |
| «Махадаонда»          | 1      | 1998                                                                                     |